# McDonnell Aircraft Corporation
McDonnell Aircraft Corporation var en amerikansk flyproducent med base nær St. Louis, Missouri. 
Virksomheden blev grundlagt i 1939 af James Smith McDonnell, og slået sammen i 1967 med Douglas Aircraft Company og kom til at hedde McDonnell Douglas. I 1997 blev McDonnell Douglas opkøbt af Boeing.

## Eksterne links
- Wikimedia Commons har flere filer relateret til McDonnell Aircraft Corporation

| Firma | Spire Denne artikel om et firma eller en virksomhed i USA er en spire som bør udbygges. Du er velkommen til at hjælpe Wikipedia ved at udvide den. |